# جيش حلب
جيش حلب هو تحالف لجماعات المعارضة السورية المتمركزة في المناطق التي يسيطر عليها المتمردون داخل مدينة حلب بسوريا. وقد قام بإنشاء التحالف هاشم الشيخ، القائد العام السابق لأحرار الشام، بقصد توحيد مختلف الجماعات المتمردة في حلب. بعد الإعلان عنها، لم يسمع أي شيء عن الجماعة حتى ديسمبر 2016.

## مجموعات الأعضاء المبدئية
وكانت غرفة العمليات المشتركة تضم فصائل إسلامية سنية وسلفية على حد سواء وبعض جماعات الجيش السوري الحر. وفي تاريخ إنشائها في 6 فبراير 2016، أصدر قائد أحرار الشام السابق إنذارا بأنه أمر 15 من الفصائل المتمردة بالانضمام إلى الجماعة في غضون 72 ساعة.
- حركة أحرار الشام الإسلامية
- الفرقة الشمالية
- الفرقة 16
- الفوج الأول
- لواء صقور الجبل
- فرقة السلطان مراد
- الجبهة الشامية
- حركة نور الدين الزنكي
- تجمع فاستقم
- لواء المنتصر بالله

## إعادة التفعيل
في 1 ديسمبر 2016، وخلال هجوم حلب، أفيد أن جميع الجماعات المتمردة في جنوب شرق حلب اندمجت في التحالف الذي يحل محل فتح حلب في جنوب شرق حلب. كان هناك قائد جديد، أبو عبد الرحمن نور. وفي 9 ديسمبر، تم تعيين أمير جديد يدعى أبو أشداء.
يتضمن التكرار الثاني للمجموعة:
- الفوج الأول
- جيش المجاهدين
- كتائب الصفوة الإسلامية
- حركة نور الدين الزنكي
- فيلق الشام
- الجبهة الشامية
- فرقة السلطان مراد
  - لواء السلطان محمد الفاتح
- حركة أحرار الشام الإسلامية
- كتائب أبو عمارة[7]
- جيش الإسلام
- كتيبة مجاهدو أشداء
- كتيبة شهداء كرم الجبل[8]